# هاري ولفيرتون
هاري ولفيرتون (بالإنجليزية: Harry Wolverton)‏ هو لاعب كرة قاعدة أمريكي، ولد في 6 ديسمبر 1873 في ماونت فرنون في الولايات المتحدة، وتوفي في 4 فبراير 1937 في أوكلاند في الولايات المتحدة بسبب حادث مرور.

## وصلات خارجية
- هاري ولفيرتون على موقعبيزبول رفرنس.كوم (الدوري الرئيسي) (الإنجليزية)
- هاري ولفيرتون على موقعبيزبول رفرنس.كوم (الدوري الثانوي) (الإنجليزية)